# Fredeluga de Xile
La fredeluga xilena (Vanellus chilensis) és una espècie d'ocell de la família dels caràdrids (Charadriidae) que habita sabanes i aiguamolls de la zona Neotropical, des de Panamà cap al sud fins a la Terra del Foc, faltant de la conca de l'Amazones i del vessant occidental dels Andes des de l'Equador fins al nord de Xile.